# Allué
Allué es una localidad española perteneciente al municipio de Sabiñánigo, en el Alto Gállego, provincia de Huesca, Aragón.

## Patrimonio artístico
Su antigua iglesia parroquial, la Iglesia de San Juan Bautista es de estilo románico, del siglo XII.

## Fiestas
- Fiestas mayores en honor de San Juan.
- Fiestas menores en honor de San Miguel.